# Gerson Rodrigues
Gerson Rodrigues (født 20. juni 1995) er en fodboldspiller fra Luxembourg. Han er medlem af Luxembourgs fodboldlandshold.
Han har spillet 24 landskampe for Luxembourg.